# Marmara Eğitim Kurumları
Marmara Eğitim Kurumları (Marmara-Bildungseinrichtungen) ist eine Gruppe von koedukativen Privatschulen in der Türkei.

## Standorte
Unterrichtet wird in zwei Städten: İstanbul-Maltepe und Bodrum-Ortakent. In İstanbul gibt es aber mittlerweile sechs über das Stadtgebiet verteilte Kindergartenstandorte.

## Schulformen

### Standort İstanbul

#### Kindergärten
- İstanbul Marmara Anaokulu
- İstanbul Marmara Koleji Biricik Anaokulu
- Marmara Koleji Evidea Anaokulu
- İstanbul Marmara Suadiye Anaokulu
- İstanbul Marmara Pendik Batı Anaokulu
- İstanbul Marmara Kartal Havacılar Anaokulu

#### Grundschule
- İstanbul Marmara Ilköğretim Okulu

#### Weiterführende Schulen
- Özel İstanbul Marmara Koleji
- Özel Marmara Anadolu Meslek Lisesi (Schwerpunkt Radio/TV/Journalismus)
- Özel Marmara Fen Lisesi (wissenschaftlicher Schwerpunkt)

### Standort Bodrum

#### Kindergärten
- Bodrum Marmara Anaokulu
- Özel Bodrum Anaokulu

#### Grundschule
- Bodrum Marmara Ilköğretim Okulu

#### Weiterführende Schule
- Özel Bodrum Marmara Koleji

## Geschichte
Bereits 1985 wurde der Privat-Kindergarten in İstanbul von Hüseyin Şimşek gegründet. Grundschule und Gymnasium in İstanbul gibt es seit dem Jahre 1991. Zwei Jahre später kamen die Schwerpunkt-Gymnasien hinzu. Die Schulen nahe Bodrum existieren seit 1998.

## Leitung
Managerin aller Marmara Eğitim Kurumları-Schulen ist Elif Şimşek.

## Schuluniform
Alle Schüler sind zum Tragen einer Schuluniform verpflichtet. Diese besteht aus blauen Jeans, rotem Sweatshirt, weißer Bluse bzw. weißem Hemd sowie schwarzen Schuhen.

## Besonderheiten im Unterricht
- Kindergärten

Die Kinderhöchstzahl in den Gruppen ist mit 20 Personen, in Bodrum sogar nur mit 15 Kindern festgelegt. In İstanbul haben die Kinder unter anderem Tennis-, Schach- und Ballettunterricht. Auch Englisch wird unterrichtet.
- Grundschulen

Bei den 6- bis 14-Jährigen sind in jeder Klasse höchstens 15 Schüler. In Bodrum kann man ab der sechsten Klasse zwischen Englisch, Deutsch und Italienisch wählen. Im Englisch-Unterricht ist jeweils eine türkische und eine muttersprachliche Lehrkraft anwesend.
- Weiterführende Schulen
  - Im Özel İstanbul Marmara Koleji werden in der 9. und der 11. Schulstufe die Fächer Mathematik und Naturwissenschaften (Physik, Chemie, Biologie) auf Englisch unterrichtet. In der 10. Schulstufe muss man sich für einen von vier Ausbildungsschwerpunkten (Naturwissenschaften/Mathematik, Türkisch/Mathematik, Türkisch/Sozialkunde oder Fremdsprachen) entscheiden.
  - Özel Marmara Anadolu Meslek Lisesi: Die Schüler müssen ein 20-tägiges Pflichtpraktikum bei einem Fernsehsender oder einer Zeitung absolvieren. Die Schule ist mit Fernseh- und Fotostudios ausgestattet.
  - Özel Marmara Fen Lisesi: Es gibt zusätzlichen Unterricht in Kleingruppen in den naturwissenschaftlichen Fächern. Es werden nur Schüler aufgenommen, die in der İstanbul Marmara Ilköğretim Okulu ausgezeichnete Leistungen in Mathematik und Naturwissenschaften hatten.

Die Schulen bieten auch Freigegenstände wie beispielsweise Schach, Schauspiel und Billard an; es gibt auch einen Debattierklub.

## Internationale Aktivitäten
Die Schule gehört dem Council of International Schools (CIS) sowie dem European Council of International Schools (ECIS) an. Des Weiteren sind die Schulen des Marmara Eğitim Kurumları Mitglied im International-Baccalaureate-Programm.

## Partnerschulen im deutschsprachigen Raum
Das İstanbul Marmara Koleji unterhält eine Partnerschaft mit der Integrierten Gesamtschule Paffrath und das Bodrum Marmara Koleji mit der Gesamtschule Bünde.